# 일본십진분류법
일본십진분류법(日本十進分類法, 영어: Nippon Decimal Classification, NDC)은 일본에서 사용하는 도서 분류법으로, 사단법인 일본도서관협회에서 작성하고 있다. 분류는 멜빌 듀이가 고안한 듀이십진분류법의 체계를 채용하면서도, 구분에 있어서는 찰스 에이미 커터의 전개분류법을 기본으로 일본에 관련한 항목을 중시하는 등의 변경을 했다.

## 연혁
- 1928년 - 청년도서관원연맹의 기관지 [圕研究] (서연구) 제1권에 모리 키요시가 [화양(和洋)도서공용십진분류법안] 발표.
- 1929년 8월 - [일본십진분류법]으로 이름 바꾸고, 단행본 형태로 간행.
- 1931년 6월 - 개정증보2판 발간.
- 1935년 7월 - 개정증보3판 발간.
- 1939년 1월 - 개정증보4판 발간.
- 1942년 1월 - 개정증보5판 발간.
- 1948년 - 일본도서관협회가 일본십진분류법을 이어나감.
- 1950년 7월 - 신정(新訂)6판 발간.
- 1961년 4월 - 신정7판 발간.
- 1978년 5월 - 신정8판 발간.
- 1995년 8월 - 신정9판 발간.
- 2014년 12월 - 신정10판 발간.

## 분류 방법
분류에는 0에서 9까지의 숫자만 사용된다. 기본적으로 1에서 9까지 9개로 구분하고, 0에는 나머지에 해당되지 않는 것을 나누어 사용한다.

## 일차구분「류」
일본십진분류법에서 가장 상위의 구분인 류(類)의 목록은 다음과 같다.
- 0류 총기(総記)
- 1류 철학
- 2류 역사
- 3류 사회과학
- 4류 자연과학
- 5류 기술・공학・공업
- 6류 산업
- 7류 예술
- 8류 언어
- 9류 문학

## 분류 목록
괄호 안에 있는 분류는 최신 제9판에 포함되지 않은 분류를 나타낸다.

### 0류 총기
- 000 총기
- 010 도서관·도서관학
- 020 도서·서지학
- 030 백과사전
- 040 일반논문집·일반강연집
- 050 연속간행물(·연감）
- 060 단체: (학회·）협회
- 070 저널리즘·신문
- 080 총서·전집·선집
- 090 귀중서·향토자료·기타 특별컬렉션

### 1류 철학
- 100 철학
- 110 철학각론
- 120 동양사상
- 130 서양철학
- 140 심리학
- 150 윤리학·도덕
- 160 종교
- 170 신도
- 180 불교
- 190 기독교

### 2류 역사
- 200 역사
- 210 일본사
- 220 아시아사·동양사
- 230 유럽사·서양사
- 240 아프리카사
- 250 북아메리카사
- 260 남아메리카사
- 270 오세아니아사·양극지방사
- 280 전기
- 290 지리·지지·기행

### 3류 사회과학
- 300 사회과학
- 310 정치
- 320 법률
- 330 경제
- 340 재정
- 350 통계
- 360 사회
- 370 교육
- 380 풍속습관·민속학·민족학
- 390 국방·군사

### 4류 자연과학
- 400 자연과학
- 410 수학
- 420 물리학
- 430 화학
- 440 천문학·우주과학
- 450 지구과학·지학
- 460 생물과학·일반생물학
- 470 식물학
- 480 동물학
- 490 의학

### 5류 기술·공학·공업
- 500 기술·공학
- 510 건설공학·토목공학
- 520 건축학
- 530 기계공학·원자력공학
- 540 전기공학·전자공학
- 550 해양공학·선박공학
- 560 금속공학·광산공학
- 570 화학공업
- 580 제조공업
- 590 가정학·생활과학

### 6류 산업
- 600 산업
- 610 농업
- 620 원예
- 630 잠사업
- 640 축산업
- 650 임업
- 660 수산업
- 670 상업
- 680 운수·교통
- 690 통신사업

### 7류 예술
- 700 예술·미술
- 710 조각
- 720 회화
- 730 판화
- 740 사진
- 750 공예
- 760 음악
- 770 연극
- 780 스포츠·체육
- 790 기타 예술·오락

### 8류 언어
- 800 언어
- 810 일본어
- 820 중국어
- 830 영어
- 840 독일어
- 850 프랑스어
- 860 스페인어
- 870 이탈리아어
- 880 러시아어
- 890 기타 언어

### 9류 문학
- 900 문학
- 910 일본문학
- 920 중국문학
- 930 영문학·미문학
- 940 독일문학
- 950 프랑스문학
- 960 스페인문학
- 970 이탈리아문학
- 980 러시아문학·소비에트문학
- 990 기타 문학

## 참고자료
- 일본도서관협회, 일본십진분류법 제9판, ISBN 978-4-8204-9510-9

## 같이 보기
- 도서분류법
- 도서관자료
- 일본 국립국회도서관 분류표
- 국제십진분류법
- 미국 의회도서관 분류표
- 한국십진분류법